# Nils Hansson (agronom)
Nils Hansson, född 8 mars 1867 i Djurslöv, Malmöhus län, död 19 mars 1945 i Danderyds församling, var en svensk agronom och jordbruksminister. Han var bror till Elof Hansson.

## Biografi
Hansson studerade vid Hvilans folkhög- och lantmannaskola och övertog 1891 ett eget hemman vid Åkarp. Sedan han genomgått lantbruksinstitutet vid Alnarp 1895-96 blev han ordinarie lärare (från 1914 med professors titel) vid Hvilans lantmannaskola. 
Delvis i samarbete med skolans föreståndare Leonard Pontus Holmström bidrog Hansson till framväxten av föreningsväsendet bland jordbrukare. Han hade ett särskilt engagemang i den kontrollföreningsrörelse som omkring sekelskiftet växte fram först i Skåne och sedan även i övriga delar av landet. Han medverkade bland annat i utvecklingen av fodernormer. 
Hansson var 1907-32 föreståndare för husdjursavdelningen vid Centralanstalten för jordbruksförsök i Stockholm och utövade där en mycket omfattande fodringsförsöksverksamhet. Han slutförde en skandinavisk foderenhetsberäkning och klarlade skillnader i foderenhetsberäkningar i Skandinavien och andra länder. 
Hansson var föreläsare i lantbruksämnen och publicerade flera böcker. En lönande ladugårdsskötsel (1904) blev den ledande läroboken i nötkreatursskötseln i Sverige och prisbelönt av Lantbruksakademien, Vår svenska svinskötsel (1911), Handbok i utfodringslära (I-III, 1913-16), Husdjurslära för de lägre landtbruksläroverken (1916; tillsammans med Ludvig Nanneson), Husdjurens utfodring (1922, översatt till flera språk) samt ett 60-tal "Meddelanden" från Centralanstalten för försöksväsendet husdjursavdelning, 1909-33) och Sextio år i lantbrukets tjänst (1941).

## Uppdrag och utnämnelser
Hansson var ledamot av Folkhushållningskommissionen 1917-19, där han ledde regleringen av foderransoneringen under första världskriget, ordförande i produktionskommittén 1917-18 och i Statens odlingskommitté samt ledare av odlingsorganisationens verksamhet 1918-22. Han var statsråd och chef för Jordbruksdepartementet oktober 1920-oktober 1921. Han var ledamot av Lantbruksrådet 1919-27, av styrelsen för Ultuna lantbruksinstitut 1924-33 och av styrelsen för Sveriges betes- och vallförening 1925-34.  
Hansson blev filosofie hedersdoktor i Lund 1918, medicine hedersdoktor i Rostock 1925, agronomie hedersdoktor i Wien 1929, hedersdoktor vid polytekniska högskolan i Lwów 1931, ledamot av Fysiografiska sällskapet i Lund 1918 och ledamot 1905  av Lantbruksakademien (hedersledamot 1921) och av Kungliga Vetenskapssocieteten i Uppsala 1937.